# Semai-Bambusspeer
Der Semai-Bambusspeer  ist eine Wurfwaffe aus Malaysia.

## Beschreibung
Der Semai-Bambusspeer wird von der Ethnie der Semei aus Perak in Malaysia als Waffe hergestellt. Vermutlich wurde er eher als Jagd- statt als Kriegswaffe benutzt, da die Perak äußerst friedfertig sind. Er besteht aus einem langen Stück Bambus, das gespalten und dann spitz zugearbeitet wird. Die Ränder werden durch Schaben scharf und haben eine Schnittfähigkeit, die der eines Messers nahekommt. Am hinteren, verbreiterten Ende der Bambusklinge werden Löcher gebohrt, mit deren Hilfe die Klinge an einem Holzstab angebracht werden kann, eine Schnur aus Pflanzenfaser dient zur Befestigung. Dieser Speer wurde oft als Waffe in einer Schlagfalle benutzt, die zur Jagd auf wildlebende Tiere diente. Es gibt ähnliche Speere auf Papua-Neuguinea. In Brasilien gibt es einen Speer der Ähnlichkeit mit diesem aufweist. Er ist ebenso einfach gefertigt, jedoch wirkungsvoll (siehe Brasilianischer Palmholzspeer).